# Seckau
Seckau är en köpingskommun i distriktet Murtal i det österrikiska förbundslandet Steiermark. Orten ligger i norra Steiermark, omkring 10 km norr om Knittelfeld.
Orten utvecklades kring klostret Seckau, som grundades 1140 och helt dominerade ortens utveckling. Genom klostret var Seckau biskopssäte i Graz-Seckaus stift mellan 1218 och 1782. Orten blev köping 1660.
Kommunen består av sex orter (Ortschaften) (inom parentes invånarantal 1 januari 2024):
- Dürnberg (145)
- Hart (127)
- Lehmgrund (109)
- Neuhofen (211)
- Seckau (565)
- Sonnwenddorf (165)